# Pecteilis radiata
Pecteilis radiata (sin. Habenaria radiata ) é uma espécie de orquídea encontrada na China, Japão, Coreia e Rússia .  É comummente conhecida como flor da garça-branca, orquídea com franjas ou sagisō . Não deve ser confundida com a orquídea de franjas brancas Platanthera praeclara, que é uma espécie norte-americana. O sagiso é a flor oficial da ala Setagaya, em Tóquio.